# Bertrand Favreau
Pour les articles homonymes, voir Favreau.
Bertrand Favreau, est un avocat et écrivain français, né à Bordeaux le 19 avril 1947.

## Biographie
Élève au lycée Montesquieu de Bordeaux de 1954 à 1968, il est diplômé de l'Institut d'études politiques de Bordeaux (1968) et d'études supérieures de droit public à la Faculté de droit de Bordeaux (1970).
Avocat au barreau de Bordeaux depuis 1969. Secrétaire du Conseil de l'Ordre (1981) Bâtonnier de l'Ordre des Avocats en 1984-85.
Il est l'un des avocats de Guy Mauvillain, devant la cour d'assises de la Gironde, lors de son acquittement en juin 1985. Il a été notamment l'un des avocats de la partie civile dans le procès Papon et avocat de Mme Bettencourt 
Il fonde en 1984 le prix Ludovic-Trarieux, attribué chaque année à un avocat du monde qui a illustré par son œuvre, son activité ou ses souffrances, la défense du respect des droits de l'homme, des droits de la défense, la suprématie du droit, la lutte contre les racismes et l'intolérance sous toutes leurs formes. Ce prix international, décerné par plusieurs barreaux européens, commémore l'engagement de Ludovic Trarieux en faveur des droits de l'homme. Le 27 avril 1985, il remet le premier prix à Nelson Mandela, entre les mains de sa fille Zenani Mandela-Dlamini, venue spécialement pour l'accepter au nom de son père, alors emprisonné depuis 1962 en Afrique du Sud.
En 1986, il fonde l'Union des avocats européens, rassemblement d'avocats européens dont le siège est situé à Luxembourg. Il en a été le président de 1986 à 1989 puis le président-fondateur à vie depuis 1989.
Il fonde en 2001, l'Institut des droits de l'homme des avocats européens - IDHAE (en anglais : European Bar Human Rights Institute), dont il est le président.

## Vie privée
Fils de Jacqueline Favreau-Colombier, qui fut l'avocate de Marie Besnard, il est marié à Anne-Marie Civilise (1979), avec qui il a deux enfants.

## Récompenses
- Prix du livre de l'Assemblée nationale 1996
- Prix de l'État de droit 2019 UIA/LexisNexis[7]

## Collectifs
- Les Girondins, sous la direction de François Furet et Mona Ozouf, Payot, 1991.
- Les Droits de l'interprète musical, Giufré, 1989.
- La Méthode de travail du juge international, Bruylant, 1997.
- La Protection juridictionnelle des droits dans le système communautaire, Bruylant, 1997.
- Les Nouveaux Droits de l’Homme en Europe, Bruylant, 1999.
- Le Procès équitable, Bruylant, 2001.
- Il Difensore e il Pubblico Ministero Europeo, CEDAM, Padoue, 2002.
- L’Indépendance de l’avocat, Strasbourg, Conseil de l'Europe, 2003. Édition anglaise : The independance of lawyers, Strasbourg, Council of Europe Publishing, 2003.
- Quelle justice pour l’Europe, Bruylant, 2004.
- La Protection du droit de propriété par la Cour européenne des droits de l’homme, Bruylant, 2005.
- Les Partis liberticides et la Convention des droits de l’homme, Bruylant, 2005.
- Le Droit de l’homme à un environnement sain, in Annuaire International des Droits de l’Homme, Sakkoulas/Bruylant, Athènes-Bruxelles, 2006.
- Droit de l’eau, droit de l’homme, Patrimoine et Estuaires, Éditions Confluences, 2006.
- Handicap et protection du droit européen et communautaire. Entre droit européen et droits internes, Bruylant, 2006.
- L'Area di libertà, sicurezza e giustizia alla ricerca di un equilibrio, Milan, Giuffré, 2007 .
- Dreyfus réhabilité, cent ans après - Antisémitisme : il y a cent ans, et aujourd'hui..., (dir) Le Bord de l'eau, 2007.
- L'Avocat dans le droit européen, (dir) Bruylant, 2008.
- Per un rilancio del progetto europeo. Esigenze di tutela degli interessi comunitari e nuove strategie di integrazione penale, Giuffrè, 2009.
- Quelles perspectives pour un ministère public européen ? Cour de cassation, Dalloz,  2010.
- Les Religions à l’épreuve  des droits de l’homme, Sakkoulas/Bruylant, Athènes-Bruxelles, 2010.
- La loi peut-elle dire l'histoire ? Droit, Justice et Histoire, Bruylant, 2012.
- Le Droit européen des droits de l’Homme, Conseil d’État, La Documentation française, 2012.
- Le Principe de subsidiarité au sens du droit de la CEDH, Bruxelles, Anthémis, Droit et Justice, 2014.
- Le Parlement de Bordeaux (1462-2012), 550 ans d’histoire, Bordeaux, Chawan, 2014[9].
- Convention européenne des Droits de L’homme et droit de l’entreprise, Bruxelles, Anthémis, 2016.